# 黑色喜劇 (2014年香港電影)
《黑色喜劇》是一部2014的香港喜劇電影。

## 故事大綱
勇探杜奇風（王祖藍　飾）雖然身手不凡，但只有剛好五呎四吋，無法完成他當G4保護特首之心願，而且女友安琪（童菲　飾）十分野蠻，經常虐待他，令他做人十分無趣。
由於天堂及地獄正在爭奪客人，地獄雖然發送酒後駕駛、喜愛夜蒲、亂駡無罪三項優惠，可是天堂卻發送三千呎豪宅、送整容套餐、天天都是假期等優惠，令地獄無人問津，地獄之母唯有派出地獄之子魔鬼太子文西（杜汶澤　飾）來到人間，跟天使詹（詹瑞文　飾）爭客，而他們開始了對杜奇風靈魂的爭奪。
文西終用了三個願望換取杜奇風的靈魂。 第一個願望是讓安琪變成性感安琪，風騷入骨，令杜奇風大享艷福，但他馬上發現性感安琪十分豪放，對人人一樣熱情，令他有綠帽危機; 乃用第二個願望令安琪變成純情可愛，而且只愛他一人，但他又很快發現這個安琪其實只有七歲智商，而且是黑社會人物電鑽哥（黃光亮　飾）的女兒，令警方認定他是黑幫卧底！
杜奇風至此反而懷念昔日野蠻的安琪。為了改變上司的看法，他勇闖毒販巢穴破案，但卻意外殉職。 魔鬼文西用第三個願望令杜奇風借屍還魂上了賤格富商大佬Ben（王宗堯　飾）的身，重新追求野蠻安琪和達成他保護特首的願望…
劇情介紹（版本2）：勇探杜奇風（王祖藍 飾）立志成為G4保護特首，但無奈只有五呎四吋的他無法完成心願，而他的野蠻女友安琪（童菲 飾）經常虐待他，令他事業愛情皆不如意。直至遇上魔鬼文西（杜汶澤 飾）和天使詹詹（詹瑞文 飾），對他靈魂的爭奪，他才成為「搶手貨」。他，可以出賣靈魂予魔鬼以換取三個願望；又可選擇到天堂成為天使?究竟杜奇風最後會選擇魔鬼文西的攞命交易抑或加入天使詹詹的無憂的樂園呢。

## 演员表

### 領銜主演
- 王祖藍 飾 杜奇風
- 杜汶澤 飾 魔鬼文西
- 詹瑞文 飾 天使詹
- 童  菲 飾 安琪, Juicy, QQ

### 主演
- 楊思琦 飾 April(大佬Ben女友)
- 錢國偉 飾 嘥氣
- 許紹雄 飾 黃啟發(杜奇風上司)
- 邵音音 飾 地獄娘(魔鬼文西之母)
- 林盛斌 飾 阿仆
- 徐志雄 飾 阿佳

### 友情客串
- 麥長青 飾 辣手Sir
- 梁烈唯 飾 蛇仔明
- 邓梓峰 飾 香港特首
- 江欣燕 飾 Juicy母親
- 苑琼丹 飾 安琪母親
- 盧惠光 飾 泰國黑幫
- 袁祥仁 飾 安琪父親
- 黃光亮 飾 電鑽哥(QQ父親)
- 古明華 飾 Juicy父親
- 莊思敏 飾 詩詩姐(電視台阿姐)
- 喬寶寶 飾 叛徒
- 魯  芬 飾 地獄舞女
- 陳國權 飾 片頭賊人
- 黃凱森 飾 片頭賊人
- 張榮祥 飾 片頭賊人
- 羅偉佳 飾 片頭賊人

### 其他演員
- 王淑玲 飾 安琪二妹
- 石天欣 飾 安琪三妹
- 陳宛蔚 飾 詩詩姐助手
- 吳雲甫 飾 警察
- 張子丰 飾 Peter（警察）
- 區騰駿 飾 電視台監製
- 唐紫睿 飾 地獄魔女(電梯女郎)
- 周麗欣 飾 鋼管魔女
- 夏尉喻 飾 地獄魔女
- 陳翹欣 飾 地獄魔女
- 吳堯堯 飾 Model
- 羅頌欣 飾 女僕
- 文凱玲 飾 小三/記者
- 文凱明 飾 小四
- 禤嘉儀 飾 小五
- 何沛沂 飾 小六
- 蘇杳豫 飾 蛇仔明女友
- 朴喜秀 飾 天使
- 蔡恩真 飾 天使
- 久保杏奈 飾 天使
- 田代麻衣 飾 天使
- 招穎彤 飾 小女孩

## 外部連結
- 豆瓣电影上《黑色喜劇》的資料 （简体中文）
- 时光网上《黑色喜劇》的資料（简体中文）
- 香港影庫上《黑色喜劇》的資料（繁體中文）